# Hibiscus cucurbitaceus
Hibiscus cucurbitaceus är en malvaväxtart som beskrevs av St.-hil.. Hibiscus cucurbitaceus ingår i Hibiskussläktet som ingår i familjen malvaväxter. Inga underarter finns listade i Catalogue of Life.